# Xovinisme de partícules
El Xovinisme de partícules és el terme utilitzat per l'astrofísic britànic Martin Rees per descriure la suposició (errònia) que allò que pensem com a matèria normal: àtoms, quarks, electrons, etc. (exclosa la matèria fosca o una altra matèria) - és la base de la matèria a l'univers, més que un fenomen rar.

## Domini de la matèria fosca
Amb el reconeixement creixent a finals del segle XX de la presència de matèria fosca a l'univers, la matèria bariònica ordinària ha arribat a ser vista com una cosa còsmica tardana. Com va dir John D. Barrow, "Aquest seria el gir copèrnic final en el nostre estatus a l'univers material. No només no estem al centre de l'univers: ni tan sols estem fets de la forma predominant de qüestió."
El segle XXI va veure que la part de la matèria bariònica en l'energia total de l'univers es va rebaixar encara més, fins a potser fins a l'1%, ampliant encara més el que s'ha anomenat la desaparició del xovinisme de partícules, abans de ser revisat fins a un 5% dels continguts de l'univers.